# Diana Weicker
Diana Weicker, geb. Ford (* 26. Mai 1989 in Neils Harbour, Kanada) ist eine kanadische Ringerin. Sie gewann bei der Weltmeisterschaft 2018 eine Bronzemedaille in der Gewichtsklasse bis 53 kg Körpergewicht.

## Werdegang
Diana Weicker wohnt in Kentville, Neu-Schottland, arbeitet als medizinische Fachkraft im St. Catherins Ontario Hospital und gehört dem Brock Wrestling Club an.
Unter ihrem Mädchennamen Diana Mary Helen Ford begann sie, inspiriert von ihrem Vater, 2002 mit dem Ringen. Sie besuchte damals die Chelmsford Valley District Composite School und startete für den Wrestling Club (Ringer-Club) dieser Schule. Später nahm sie ein Studium an der Brock University auf und startet seitdem für den Wrestling Club dieser Universität. Trainiert wurde bzw. wird sie von Cory Robinson, Marty Calder und Tonya Verbeek.
Ihren ersten internationalen Erfolg feierte sie bereits 2006, als sie in Glasgow in der Gewichtsklasse bis 52 kg Siegerin bei den Commonwealth Youth Championships wurde. 2007 wurde sie Kanadische Jugendmeisterin in der gleichen Gewichtsklasse. 2009 wurde sie auch kanadische Juniorenmeisterin in der Gewichtsklasse bis 51 kg. Im gleichen Jahr wurde sie auch bei der Junioren-Weltmeisterschaft in Ankara eingesetzt, kam aber dort in dieser Gewichtsklasse nur auf den 9. Platz.
Infolge der starken Konkurrenz in Kanada konnte sich Diana Ford bis 2014 nicht für einen Start bei den internationalen Meisterschaften (Olympische Spiele, Weltmeisterschaften, Panamerikanische Meisterschaften) qualifizieren. 2013 ging sie jedoch bei der Universiade in Kasan an den Start und belegte dort in der Gewichtsklasse bis 51 kg den 9. Platz.
Nach ihrer Eheschließung mit ihrem Ringerkollegen Ryan Weicker pausierte sie in den Jahren 2014 und 2015 und wurde Mutter von zwei Söhnen (Zwillingen).
2017 kehrte sie unter dem Namen Diana Weicker stärker denn je auf die Ringermatte zurück. 2017 wurde sie erstmals kanadische Meisterin bei den Frauen in der Gewichtsklasse bis 55 kg. Im August 2017 war sie auch bei der Weltmeisterschaft in Paris in dieser Gewichtsklasse am Start, musste sich dort aber nach einem Sieg über Sandra Paruszewski, Deutschland und einer Niederlage gegen Irina Kuratschkina, Weißrussland, noch mit dem 12. Platz begnügen.
2018 siegte sie bei den Commonwealth Games in Hold Coast, Australien, in der Gewichtsklasse bis 53 kg vor der starken Inderin Babita Kumari. Bei der Weltmeisterschaft 2018 in Budapest gelang ihr dann der größte Erfolg in ihrer Laufbahn, denn sie gewann dort nach Siegen über Estera Tamaduiana Dobre, Rumänien und Nina Hemmer, Deutschland, einer Niederlage gegen Sarah Hildebrandt aus den Vereinigten Staaten und einem Sieg über Schuldis Eschimowa, Kasachstan eine Bronzemedaille.

## Internationale Erfolge
| Jahr | Platz | Wettbewerb                                       | Gewichtsklasse | Ergebnisse |
| 2006 | 1.    | Commonwealth Youth Championships in Glasgow      | bis 52 kg      | vor Blaise Brown, Kanada und Vicky Kirk, Schottland |
| 2007 | 3.    | Panamer. Juniorenmeisterschaft in Maracaibo      | bis 51 kg      | hinter Katherine Allen, USA und Jennifer Gonzalez, Venezuela |
| 2008 | 2.    | Brock-Open                                       | bis 55 kg      | hinter Jessica MacDonald, vor Leslie MacCallum, beide Kanada |
| 2008 | 3.    | Panamer. Juniorenmeisterschaft in Cuenca         | bis 51 kg      | hinter Whitney Conder, USA und Luisa Valverde Melendres, Ekuador |
| 2009 | 24.   | Großer Preis von Deutschland in Dormagen         | bis 51 kg      | Siegerin: Jessicqa MacDonald vor Walerija Tschepsarakowa, Russland |
| 2009 | 9.    | Junioren-Weltmeisterschaft (Juniors) in Ankara   | bis 51 kg      | nach Siegen über Ai Shimizu, Japan und Mihaela Munteanu, Rumänien und einer Niederlage gegen Otgontsetseg Davaasukh, Mongolei                                                                              |
| 2010 | 3.    | Austrian-Ladies-Open in Götzis                   | bis 51 kg      | hinter Sofia Mattsson, Schweden und Vanessa Brown, Kanada |
| 2010 | 1.    | Sunkist-Kids-Intern.-Open in Tempe               | bis 51 kg      | vor Whitney Conder, Shauna Isbell und Michaela Hutchinson, alle USA |
| 2011 | 5.    | „Dave-Schultz“-Memorial in Colorado Springs      | bis 51 kg      | hinter Jessica MacDonald, Whitney Conder, Alexandra Engelhardt, Deutschland und Vanessa Brown |
| 2012 | 1.    | Brock-Open                                       | bis 55 kg      | vor Erica D’Angelo, Lydia Congdon und Emma Horner, alle Kanada |
| 2012 | 1.    | Ion-Corneanu-Memorial in Targoviste              | bis 51 kg      | vor Simona Pricob und Nicoletta Bogasieru, beide Rumänien |
| 2013 | 9.    | Universiade in Kasan                             | bis 51 kg      | nach Niederlagen gegen Hikari Sugawara, Japan und Angela Dorogan, Aserbaidschan |
| 2014 | 9.    | „Dave-Schultz“-Memorial in Colorado Springs      | bis 53 kg      | nach einem Sieg über Akziya Dautbajewa, Kasachstan und einer Niederlage gegen Haley Augello, USA |
| 2014 | 1.    | Brock-Open                                       | bis 55 kg      | vor Carla Sluberski, Alyssa Medeiros und Tina MacLaren, alle Kanada |
| 2017 | 3.    | Guelph-Open                                      | bis 58 kg      | hinter Linda Morais und Emily Schaefer, beide Kanada |
| 2017 | 1.    | Canada-Cup in Guelph                             | bis 55 kg      | vor Hannah Taylor und Amy Bellaria, beide Kanada |
| 2017 | 12.   | WM in Paris                                      | bis 55 kg      | nach einem Sieg über Sandra Paruszewski, Deutschland und einer Niederlage gegen Irina Kuratschkina, Weißrussland                                                                                           |
| 2018 | 2.    | Guelph-Open                                      | bis 53 kg      | hinter Tina Mac Laren, vor Hannah Little und Jade Parsons, alle Kannada |
| 2018 | 8.    | Intern. Turnier in Kiew                          | bis 53 kg      | Siegerin: Sarah Hildebrandt, USA vor Mercedesz Denes, Ungarn |
| 2018 | 2.    | Canada-Cup in Guelph                             | bis 53 kg      | hinter Stalwira Orschuch, Russland, vor Jie Ni, China und Tina MacLaren |
| 2018 | 5.    | Poland-Open in Warschau                          | bis 53 kg      | hinter Nanami Irie, Japan, Katarzyna Krawczyk, Polen, Maria Prevoloraki, Griechenland und Nina Hemmer, Deutschland                                                                                         |
| 2018 | 1.    | Commonwealth-Games in Gold Coast, Australien     | bis 53 kg      | vor Babita Kumari, Indien, Bose Samuel, Nigeria und Depika Dilhani Weerabahu Mudiyanselage, Sri Lanka |
| 2018 | 3.    | WM in Budapest                                   | bis 53 kg      | nach Siegen über Estera Tamaduianu Dobre, Rumänien und Nina Hemmer, Deutschland, einer Niederlage gegen Sarah Hildebrandt, USA und einem Sieg über Schuldis Eschimowa Kasachstan                           |
| 2019 | 3.    | Klippan-Lady-Open                                | bis 55 kg      | hinter Sena Nagamoto, Japan und Wanessa Kaladschinskaja, Weißrussland |
| 2019 | 1.    | Großer Preis von Deutschland in Dormagen         | bis 53 kg      | vor Sofia Mattsson, Schweden, Jessica Blaszka, Niederlande und Marina Rueda Flores, Spanien |
| 2019 | 3.    | Panamerikanische Meisterschaften in Buenos Aires | bis 53 kg      | nach Siegen über Karla Abigail Acosta Martinez, Mexiko und Gracyenne Helena Leite Alves, Brasilien, einer Niederlage gegen Sarah Hildebrandt, USA und einem Sieg über Carolina Castillo Hidalgo, Kolumbien |

## Nationale Wettkämpfe (soweit bekannt)
| Jahr | Platz | Wettbewerb                       | Gewichtsklasse | Ergebnisse                                                  |
| 2007 | 1.    | Kanadische Juniorenmeisterschaft | bis 52 kg      |                                                             |
| 2009 | 1.    | Kanadische Juniorenmeisterschaft | bis 51 kg      | vor Samantha Stewart                                        |
| 2013 | 4.    | Kanadische Meisterschaft         | bis 51 kg      | hinter Jessica MacDonald, Vanessa Brown und Genevieve Haley |
| 2017 | 1.    | Kanadische Meisterschaft         | bis 55 kg      | vor Julie Stefer und Hannah Taylor                          |
| 2017 | 1.    | Kan. WM-Qualifikation            | bis 55 kg      | vor Samantha Stewart und Hannah Franson                     |
| 2018 | 1.    | Kan. WM-Qualifikation            | bis 53 kg      | vor Tina MacLaren und Abby Lloyd                            |

Erläuterungen
- alle Wettbewerbe im freien Stil
- WM = Weltmeisterschaft